# マニュファクチュア
マニュファクチュア（英語：manufacture、マニュファクチャーとも）は、製造業の形態のひとつ。日本語では、工場制手工業と訳される。マニュファクチュア（manufacture）は「manu（手）とfacture（製造）」の二語でできているが、歴史的用語としては、被雇用労働者の大規模手工業を意味する。

## 概説
地主や商人が工場を設け、そこに賃金労働者を集め、数次にわたる製造工程を1人が行うのではなく、それぞれの工程を分業や協業をおこない、多くの人員を集めてより効率的に生産を行う方式のこと。分業であるために作業効率が向上し、生産能力が飛躍的に上がるが、技術水準は前近代的なものにとどまる。
経済史では、農民の副業として発展した問屋制家内工業の次段階とされる。
さらに産業革命以降は、工場内で機械を用いて製品を大量に生産する工場制機械工業が工場制手工業の次の段階として登場する。

## イギリスにおけるマニュファクチュアの発達
イギリスにおけるマニュファクチュアの発達は、中世末期の15世紀にさかのぼり、毛織物業がその中心であったとされる。イギリスでは、その原料獲得のために、農地を牧羊地に転換させる囲い込み（第一次）が、15世紀末から17世紀にかけて起こり、各地に農村工業都市が出現しているが、同時にギルドが解体していく原因のひとつともなった。なお、18世紀にアダム・スミスは『国富論』のなかでピン・マニュファクチュアの事例によって自由放任主義の経済思想を展開している。

## 日本におけるマニュファクチュアの開始
マニュファクチュアが日本においていつごろ始まったかということについては、諸説あるが、天保年間（1830年（天保元年） - 1843年（天保14年））には、大坂周辺や尾張の綿織物業、桐生など北関東の絹織物業において、既に行われていたと考えられる。